# Hošková (dolina)
Hošková je dolina v Královohoľských Tatrách. Je to jihozápadní větev doliny Ráztoky. Protéká jí stejnojmenný potok a není turisticky zpřístupněná.